# 해군항공사령부 (대한민국)
해군항공사령부(海軍航空司令部, Naval Air Command)은 대한민국 해군의 유일한 항공대로 경상북도 포항시 포항경주공항에 위치하고 있다. 해군 조직 편제에서 사령부급 부대에 해당하며, 해군작전사령부 직할 부대이다.

## 역사

### 통합 이전

#### 해군 항공대
1951년 한국 전쟁이 일단락 되어가던 그 해 4월 진해 해군기지에서 처음 조직된 항공반에서 시작되었다. 같은해 8월에는 노스아메리칸 T-6 텍산의 개조를 통해 대한민국 최초의 독자적인 개조 항공기인 '해취호'(海鷲號)을 취역시켰다. 이는 육군과 공군의 항공기 운용 역사가 타국에서 들여온 항공기로 시작된 것과는 다른 출발이였다. 1957년 7월 15일 정식으로 항공대가 창설되었다.

#### 해병대 항공부대
1951년 한국 전쟁이 휴전으로 일단락된 이후 해병대는 항공대를 포함한 상륙사단 창설을 계획하며 조종사 등 항공 인력 양성에 나섰다. 1958년 3월 1일 총 8대의 항공기를 바탕으로 제1상륙사단 항공관측대를 창설한게 그 시작이다. 대한민국의 첫 국외 파병 항공부대로 1955년 발발한 베트남 전쟁에 참전하기도 하였다. 1971년 5월 5일 해병대사령부 직할의 항공대를 창설하면서 전력을 증강하였다.
해병대의 항공대는 1973년 해체되면서 해군으로 통합됐으나 2021년 12월 1일에 해병대 항공단으로 재창설되면서 해병대 항공부대는 48년만에 부활했다.

### 통합 이후
1973년 국방부훈령 제157호의 발효로 해병대 사령부가 해체되면서 해병대 항공부대는 1973년 5월 1일 김해공항에서 해군 항공대로 통합되어 창설되었다. 항공 인력 125명과 항공기 23대도 해군으로 넘어왔다. 통합된 항공대는 1978년 포항공항으로 기지를 이전해 주둔하게 된다. 1986년 개편으로 '제6항공전단'이 되어 지금에 이른다. UH-1H UH-60 블랙 호크 해상기동 헬리콥터, P-3C 오라이온 해상 초계기, 웨스틀랜드 링스 해상작전 헬리콥터 등을 운용하고있다. 웨스틀랜드 링스 헬리콥터는 2011년 1월 대한민국 해군 청해부대를 따라 아덴만 여명 작전에 참여하였고, P-3C 오라이온은 2014년 12월 7일 오룡호 침몰 사고 때 2대가, 2014년 12월 30일 인도네시아 에어아시아 8501편 추락 사고 때 1대가 급파되는 등 6항공전단을 비롯한 해군은 운용기들을 대한민국 내외의 재난 현장에도 적극 투입시키고 있다.

## 안보 역사관과 공원
경상북도 포항시 남구 청림동에 '해군6전단 항공역사관'과 '몰개월 비행기공원'을 운영하고있다. 군사지역이 아닌 민간지역에 위치한 것이 특징이다. 6전단이 계획하고, 지역주민이 동의하고, 포항시가 예산을 지원하여 탄생해, 민·관·군의 협력 사례로 존재하고 있다.
'해군6전단 항공역사관'은 2013년 7월 30일 개관하였다. 이는 해군 항공의 역사를 재조명하고, 지역 주민들의 안보의식 고취를 목적하기 위함이다. 1층은 '해군과 6항공전단의 홍보실', 2층은 '해군 항공 역사실'과 '항공 순식자 추모관'으로 구성되었다.
역사관을 나오면 옆 부지에 '몰개월 비행기공원'이 위치한다. 이 공원은 2013년 11월 1일 개장한 안보 공원이다. 몰개월은 청림동의 옛 지명이다. 항공 순직자 추모비, 항공기 야외 전시장, 샘터, 휴식공간으로 구성되었다.

## 산하 조직
- 제61해상항공전대 (포항)
  - 전대본부
  - 제611비행대대 (P-3,포항)
  - 제613비행대대 (P-3,포항)
  - 제615비행대대 (P-3,제주)
  - 제617비행대대 (P-8,포항)
- 제62해상항공전대 (진해)
  - 전대본부
  - 제622비행대대 (평택, AW-159)
  - 제627비행대대 (진해, Lynx)
  - 제629비행대대 (진해, Lynx)
  - 제625정비대대 (진해)
  - 제620기지대대 (진해)
  - 제1함대항공대 (동해,울릉, AW-159)
  - 제3함대항공대 (제주,목포, Lynx)
- 제63해상항공전대 (포항)
  - 전대본부
  - 제631비행대대 (포항,UH-60)
  - 제633비행대대 (논산,UH-60)
  - 제637비행대 (진해,S-100)
  - 제639비행대 (포항,CARV-II)
- 제65군수전대 (포항)
  - 전대본부
  - 제651정비대대
  - 제653정비대대
  - 제655정비대대
  - 보급지원대대
  - 무기지원대대
- 제66기지방호전대 (포항)
  - 전대본부
  - 공병대대 군사경찰대대
  - 근무지원대
  - 의무대
  - 운항관제대
  - 화생방지원대
- 제609교육훈련전대 (목포)
  - 전대본부
  - 제1비행교육대대
  - 제2비행교육대대 (포항)
  - 해상생환훈련대 (포항)

## 장비

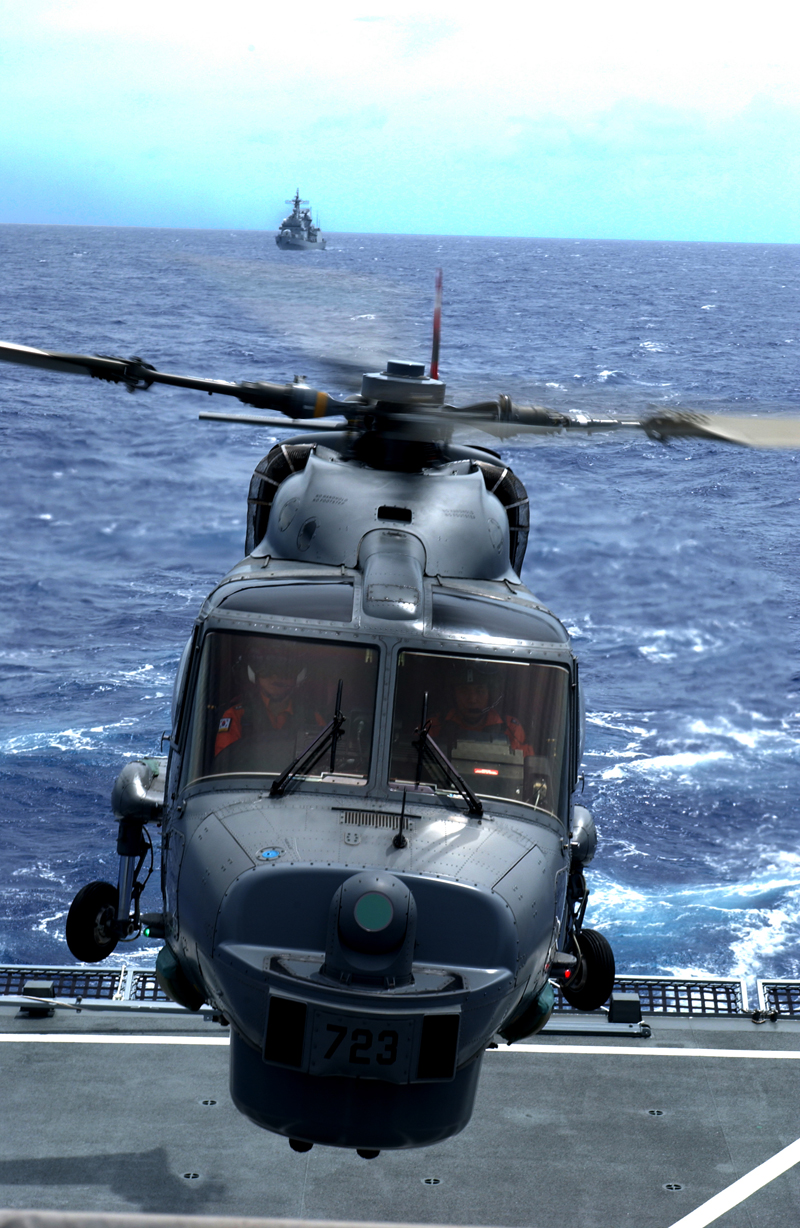
6항공전단의 링스 헬리콥터

- P-8 포세이돈
- P-3C 오라이온
- UH-60 블랙호크
- UH-1H
- 웨스틀랜드 링스